# Liouville (Meuse)
Pour les articles homonymes, voir Liouville.
Liouville est une ancienne commune française du département de la Meuse en région Grand Est. Elle est associée à celle d'Apremont-la-Forêt depuis 1973.

## Toponymie
Liauville (1642 et 1749) ; Liaville (1656 et 1745) ; Liauvilla (1749) ; Liauviller, Liouviller (1756).

## Histoire
Faisait partie du Barrois mouvant avant 1790.
Le 1er janvier 1973, la commune de Liouville est rattachée à celle d'Apremont-la-Forêt sous le régime de la fusion-association.

## Politique et administration
| Période                                  | Période | Identité      | Étiquette | Qualité |
| ---------------------------------------- | ------- | ------------- | --------- | ------- |
|                                          |         | Jérôme Urbani |           |         |
| Les données manquantes sont à compléter. |         |               |           |         |

## Démographie
| 1793 | 1800 | 1806 | 1821 | 1831 | 1836 | 1841 | 1846 | 1851 |
| ---- | ---- | ---- | ---- | ---- | ---- | ---- | ---- | ---- |
| 145  | 143  | 169  | 192  | 214  | 232  | 223  | 220  | 200  |

| 1856 | 1861 | 1866 | 1872 | 1876 | 1881 | 1886 | 1891 | 1896 |
| ---- | ---- | ---- | ---- | ---- | ---- | ---- | ---- | ---- |
| 188  | 163  | 173  | 175  | 285  | 238  | 410  | 318  | 350  |

| 1901 | 1906 | 1911 | 1921 | 1926 | 1931 | 1936 | 1946 | 1954 |
| ---- | ---- | ---- | ---- | ---- | ---- | ---- | ---- | ---- |
| 338  | 361  | 353  | 121  | 123  | 121  | 101  | 115  | 90   |

| 1962 | 1968 | - | - | - | - | - | - | - |
| ---- | ---- | - | - | - | - | - | - | - |
| 73   | 56   | - | - | - | - | - | - | - |

## Lieux et monuments
- Église de la Translation-de-Saint-Nicolas (XIXe siècle)
- Fort de Liouville

## Personnalités liées
- Jo Schlesser, pilote automobile (1928-1968)